# بتورا موزتاغ
کوه‌های بتورا موزتاغ (موزتاغ به معنی کوه یخی) (انگلیسی: Batura Muztagh) از زیررشته‌های رشته‌کوه قره‌قروم به شمار می‌روند که در دره گوجال در ناحیه هنزه در گلگت-بلتستان پاکستان قرار دارد.
این کوه‌ها غربی‌ترین زیررشته کوه‌های قراقروم بوده و کوه‌های هندو راج را از رشته‌کوه قراقروم جدا می‌کنند. قله موچو چهیش که دومین قله بلند صعودنشده در دنیاست در این کوه‌ها قرار دارد.